# Laurentius von Wied
Laurentius von Wied lässt sich für die Zeit von 1372 bis 1406 als Schreibermönch der Zisterzienserabtei Himmerod nachweisen.

## Herkunft und Familie
Da er sowohl als Laurencius de Weda als auch unter dem Namen Laurencius de Confluentia bekannt ist, ist seine Herkunft schwer bestimmbar. Er könnte dem Grafengeschlecht Wied entstammen oder in Koblenz geboren sein.

## Werk
Der Mönch hat Spuren in drei historischen Handschriften hinterlassen:
- 1372 war der Himmeroder Professe als Laurentius de Confluentia an dem Registrum cantoris in ordine Cisterciensi (Kalendarium, Officia ecclesiastica, Computationes): Explicit liber perfectus per manus fratris Laurentii de Confluentia Anno Dni Mo CCCo LXXII. beteiligt.[2]
- 1378 fertigte er als Laurentius von Wied im Auftrag der Äbtissin Lucardis von Wittlich, genannt von Brandenburg, ein Kopialbuch des Zisterzienserinnenklosters St. Thomas an der Kyll an. Dieses Kartular enthält Urkundenabschriften von 1185 bis 1271, ergänzt von anderer Hand um einen Auszug aus den Gesta Treverorum für das Jahr 1238.[3]
- 1406 war er der Hauptschreiber des im Auftrag der Engelporter Priorin Elisabeth von Ehrenberg angelegten 190 Seiten umfassenden Kapitelbuchs. Das geht aus der Schlusswidmung (S. 185) per manum religiosi uiri fratris Laurencij de Weda, professi monasterij in hemmenrode hervor. Insgesamt lassen sich in diesem liber officii capituli jedoch vier verschiedene Handschriften unterscheiden. Von besonderer regionalgeschichtlicher und familienkundlicher Bedeutung sind die ersten 74 Seiten mit dem Engelporter Totenbuch. Darin finden sich 973 Einträge und 1.687 Personennamen verstorbener Wohltäter, Freunde und Konventsangehörigen der Zeit zwischen 1262 und 1406. Es wurde später von zahlreichen Händen bis 1699 ergänzt.[4][5]